# Josh Hines-Allen
Pour les articles homonymes, voir Josh Allen et Allen.
(en) Statistiques sur pro-football-reference
Joshua Hines-Allen, né le 13 juillet 1997 dans le comté de Cumberland en Virginie, est un joueur professionnel de football américain évoluant au poste de defensive end pour la franchise des Jaguars de Jacksonville de la National Football League (NFL).
Il a joué au niveau universitaire pour les Wildcats de l'université du Kentucky de 2015 à 2018. Au cours de sa dernière année universitaire, il remporte le Chuck Bednarik Award et le trophée Bronko Nagurski attribués au meilleur joueur défensif universitaire, et le titre de défenseur de l'année de la Southeastern Conference (SEC).

## Biographie

### Sa jeunesse
Allen est le fils de Kim et Robert Allen. Il a un frère jumeau, Isaiah, et quatre sœurs aînées. En raison de son bégaiement, il passe une partie de ses études dans le système d'éducation spéciale du New Jersey. Allen part ensuite vivre avec ses proches en Alabama et fréquente le lycée d'Abbeville. Il est ensuite diagnostiqué avec un trouble du déficit de l'attention.
Même si Allen grandit en jouant au basket-ball, son oncle le convainc de s'essayer au football américain avec l'équipe de son lycée. Lors de son année freshman, il ne prend part à aucun match de son équipe. Il débute lors de son année sophomore, comme wide receiver. À l'issue de son année junior, il est un des meilleurs receveurs de l'État en gagnant 1 150 yards et inscrivant 11 touchdowns. Allen decide de retourner dans le New Jersey pour jouer son année senior, en intégrant le lycée Montclair (Montclair High School). Il change de position et passe au poste de defensive end, ce qui met en péril ses possibilités de recrutement. Cependant, à l'issue de la saison, il mène les statistiques de l'État du New Jersey au nombre de sacks tout en inscrivant un touchdown à la réception. Son équipe remporte le titre d'État malgré une défaite encourue lors du premier match de la saison à Pascack Valley.

#### Recrutement universitaire
Même si Allen menait les statistiques au nombre de sacks dans l'État du New Jersey à sa dernière année d'études secondaires, il n'est pas spécialement bien coté par les recruteurs,. Quatre autres futures recrues de renom de la NFL en Jabrill Peppers, Quenton Nelson, David Njoku et Mike Gesicki fréquentaient les lycées de la région de Montclair et avaient obtenu de meilleures évaluations. En 2015, le site de recrutement 247Sports.com ne classe Allen que parmi les candidats deux étoiles sur cinq. Plus de 2 000 joueurs sont donc mieux classés que lui.
John Fiore, alors entraîneur principal au lycée Montclair, propose Allen à l'université Rutgers`, mais les recruteurs de l'équipe de football américain ne montrent aucun intérêt. Dans un article sur ESPN publié en 2019 sur Allen, Fiore déclare à propos du manque d'intérêt de Rutgers : « Certaines personnes ne voyaient tout simplement pas son potentiel. Le Kentucky, oui, et ils ont gagné gros. J'ai dit à Rutgers : vous allez paraître ridicules. ». Allen se lie initialement avec l'équipe de l'université Monmouth, université située toute proche de Montclair et évoluant dans la FCS, un rang plus bas que la FBS qui est considéré comme l'élite du football américain universitaire, car aucune université de la FBS ou FCS ne lui avait offert de bourse sportive.
Néanmoins, Allen est repéré par Jim Matsakis, entraîneur principal du lycée West Orange High School, équipe ayant affronté le lycée Montclair au cours de la saison écoulée. Il prévient son frère, membre de l'équipe d'encradrement des Wildcats du Kentucky, équipe évoluant dans la FBS, et qui envoient un recruteur pour le visionner. Quelques jours plus tard, Allen est invité à visiter l'université du Kentucky et y signe sa lettre d'engagement.

### Carrière universitaire
En tant que freshman, lors de la saison 2015, Allen participe aux 12 matchs des Wildcats du Kentucky comme linebacker réserviste et comme membre des équipes spéciales. En fin de saison, il totalise 4 plaquages, dont 1,5 pour perte, et est crédité d'un demi-sack.
Il reçoit sa première titularisation lors de son année sophomore, en 2016, dans un match contre les Gators de l'université de Floride au cours duquel il réalise 4 plaquages. Il participe aux 13 matchs de son équipe et accumule 62 plaquages, dont 32 seul, 7 sacks et 4 fumbles forcés. À la fin de la saison, le 31 décembre 2016, il participe au TaxSlayer Bowl contre les Yellow Jackets de Georgia Tech et y réalise 7 plaquages.
Allen dispute les 13 matchs des Wildcats pendant son année junior, en 2017. Il totalise 66 plaquages, dont 10,5 pour perte qui incluent 7 sacks. À la fin de la saison, il est sélectionné dans la deuxième équipe-type de la Southeastern Conference par l'Associated Press et dans la troisième équipe-type par Phil Steele (en). Il est également demi-finaliste du Butkus Award et est sélectionné dans la deuxième équipe All-American de mi-saison par l'AP et Sports Illustrated.
Après cette saison, Allen pense renoncer à jouer une quatrième saison universitaire pour se présenter à la draft 2018 de la NFL. À la suite de la naissance de son fils, il se ravise et décide de rester à Kentucky pour sa saison senior.
Le 17 novembre, Allen établit le record de Kentucky en matière de sacks, au nombre de 27,5, dépassant le record qui était détenu par Oliver Barnett (en) (26 de 1986 à 1989). Après la saison régulière 2018, Allen est nommé joueur défensif de l'année par la SEC, remporte le trophée Bronko Nagurski du joueur défensif de l'année ainsi que le prix Chuck Bednarik.

### Carrière professionnelle
Allen assiste au combine de la NFL à Indianapolis et réalise les performances suivantes :
| Taille             | Poids            | Bras               | Main              | Sprint   | Sprint   | Sprint   | Shuttle 20 yards | 3 cones drill | Détente   | Détente          | Développé couché | Test Wonderlic |
| Taille             | Poids            | Bras               | Main              | 40 yards | 10 yards | 20 yards | Shuttle 20 yards | 3 cones drill | verticale | horizontale      | Développé couché | Test Wonderlic |
| 6 ft 5 in (1,95 m) | 262 lbs (119 kg) | 32 in 1⁄2 (0,83 m) | 8 in 3⁄4 (0,22 m) | 4,63 s   | -        | -        | 4,23 s           | 7,15 s        | -         | 9 ft 10 in (3 m) | 28 reps          | -              |

Il est sélectionné par les Jaguars de Jacksonville comme 7e choix global de la draft 2019 de la NFL.
Lors de la 3e semaine contre les Titans du Tennessee, il réussit les deux premiers sacks de carrière professionnelle sur le quarterback Marcus Mariota. Lors de la 8e semaine contre les Jets de New York, il réalise son deuxième match avec plus d'un sack en réalisant deux sacks sur Sam Darnold lors de la victoire de 29 à 15.
Allen termine la saison 2019 avec 10,5 sacks et bat le record des Jaguars du plus grand nombre de sacks pour un débutant. Il est sélectionné au Pro Bowl en remplaçant Frank Clark des Chiefs de Kansas City qui ne peut y jouer à cause de la présence de son équipe au Super Bowl. Il devient ainsi le premier débutant de l'histoire des Jaguars à être sélectionné à un Pro Bowl.
Le 10 avril 2024, Allen signe une entente de prolongation de contrat de cinq ans avec les Jaguars. Avec ce contrat de 150 millions de dollars, dont 80 millions garantis, Allen devient le 3e joueur défensif le mieux payé de la ligue, derrière Chris Jones des Chiefs de Kansas City et Nick Bosa des 49ers de San Francisco.

## Statistiques

### Universitaires
| Année  | Équipe               | Statut | MJ |       | Plaquages | Plaquages | Plaquages | Plaquages |       | Interceptions | Interceptions | Interceptions | Interceptions |  | Fumbles | Fumbles |
| Année  | Équipe               | Statut | MJ | Total | Seul      | Ast.      | Sacks     | Nb.       | Yards | Déf.          | TD            | Nb.           | Rec.          |  |         |         |
| 2015   | Wildcats du Kentucky | FR     | 12 | 4     | 1         | 3         | 0,5       | 0         | 0     | 1             | 0             | 0             | 0             |  |         |         |
| 2016~  | Wildcats du Kentucky | SO     | 13 | 62    | 32        | 30        | 7         | 0         | 0     | 0             | 0             | 4             | 0             |  |         |         |
| 2017~  | Wildcats du Kentucky | JR     | 13 | 66    | 32        | 34        | 7         | 1         | 14    | 3             | 0             | 2             | 0             |  |         |         |
| 2018~  | Wildcats du Kentucky | SR     | 13 | 88    | 56        | 32        | 17        | 0         | 0     | 4             | 0             | 5             | 2             |  |         |         |
| Totaux | Totaux               | Totaux | 51 | 220   | 121       | 99        | 31,5      | 1         | 14    | 8             | 0             | 11            | 2             |  |         |         |

Légende : ~ Statistiques incluant les Bowls.

### Professionnelles
| Année  | Équipe                  | MJ     |       | Plaquages | Plaquages | Plaquages | Plaquages |       | Interceptions | Interceptions | Interceptions | Interceptions |  | Fumbles | Fumbles |
| Année  | Équipe                  | MJ     | Total | Seul      | Ast.      | Sacks     | Nb.       | Yards | Déf.          | TD            | Nb.           | Rec.          |  |         |         |
| 2019   | Jaguars de Jacksonville | 16     | 44    | 31        | 13        | 10,5      | 0         | 0     | 0             | 0             | 2             | 0             |  |         |         |
| Totaux | Totaux                  | Totaux | 44    | 31        | 13        | 10,5      | 0         | 0     | 0             | 0             | 2             | 0             |  |         |         |

## Trophées et récompenses
- 2017
  - Sélectionné dans la seconde équipe-type de la Southeastern Conference (SEC)
- 2018
  - Sélectionné dans l'équipe-type All-American
  - Vainqueur du Chuck Bednarik Award
  - Vainqueur du Trophée Lott
  - Vainqueur du Bronko Nagurski Trophy
  - Meilleur joueur défensif de la SEC
  - Sélectionné dans l'équipe-type de la SEC

## Vie privée
Myisha Hines-Allen, une de ses sœurs, est une joueuse professionnelle de basket-ball et joue pour les Mystics de Washington au sein de la WNBA. Une autre de ses sœurs, LaTorri Hines-Allen, joue en Division I de basket-ball aux Tigers de Towson tandis que Kyra Hines-Allen, évolue en Division II NCAA de basket-ball à l'université Cheyney de Pennsylvanie.
Gregory Hines, un de ses oncles, était un joueur de basket-ball chez les Pirates de Hampton lorsque cette équipe évoluait encore en Division II. Il est choisi lors du cinquième tour de la draft 1983 de la NBA, mais n'y a jamais joué. Il a néanmoins eu une carrière professionnelle d'une dizaine d'années.
La naissance de son fils Wesley en janvier 2018 le conforte dans l'idée de continuer à jouer à Kentucky pendant une année supplémentaire, son année senior,.
Il annonce en 2024 un changement dans son nom, en rajoutant le nom Hines dans son nom de famille en l'honneur de nombreux membres de sa famille portant également ce nom.